# 요제프 쥐스 오펜하이머
요제프 쥐스 오펜하이머(독일어: Joseph Süß Oppenheimer, 1698년? – 1738년 2월 4일)는 독일 유대인 은행가이자 뷔르템베르크 공작 카를 알렉산더의 궁정 유대인이었다. 오펜하이머는 경력 내내 수많은 정적을 만들어냈으며, 그 중 일부는 카를 알렉산더 공작이 사망한 이후 그의 체포 및 처형을 공모했다.
오펜하이머의 흥망성쇠는 처형 이후 두 주요한 문학 작품에서 다루어졌으며, 이는 1940년 나치 독일에서 개봉된 반유대주의 영화 "유대인 쥐스"(독일어: Jud Süß) 등에도 영감을 주었다.

## 경력
오펜하이머는 하이델베르크에서 유대인 세리(稅吏)인 아버지와 그의 아내 사이에서 태어났다. 아버지는 어렸을 적 돌아가셨고, 이후 요제프 쥐스의 정확한 소재는 확실하지 않다. 하지만 1720년대에 오펜하이머는 이미 만하임, 다름슈타트, 마지막으로 프랑크푸르트암마인에서 궁정 유대인으로 일하고 있었으며, 1732년 그곳에서 뷔르템베르크 공국의 미래 공작으로 즉위하는 카를 알렉산더에게 소개되었다. 카를 알렉산더가 공작위에 올랐을 때, 오펜하이머는 최고 재정 고문을 역임했다.

## 체포, 재판 및 처형
오펜하이머를 옹호했던 카를 알렉산더 공작이 1737년 3월 12일 갑자기 사망하자, 그는 사기, 횡령, 반역, 다양한 여성과 외설적인 관계, 뇌물 수수 등 다양한 범죄 혐의로 고발당했고 체포되었다. 일부 유대인은 재판 중에 그를 도우려 하였지만, 다른 사람들은 죄를 씌우는 증언을 하였다. 평판 좋은 여성을 보호하기 위해 외설적인 관계에 대한 혐의는 철회되었다.
공개재판 이후 오펜하이머는 구체적인 범죄가 지명되지 않은 채 사형을 선고 받았다. 간수들이 크리스트교로의 개종을 요구했지만 거절하였다.

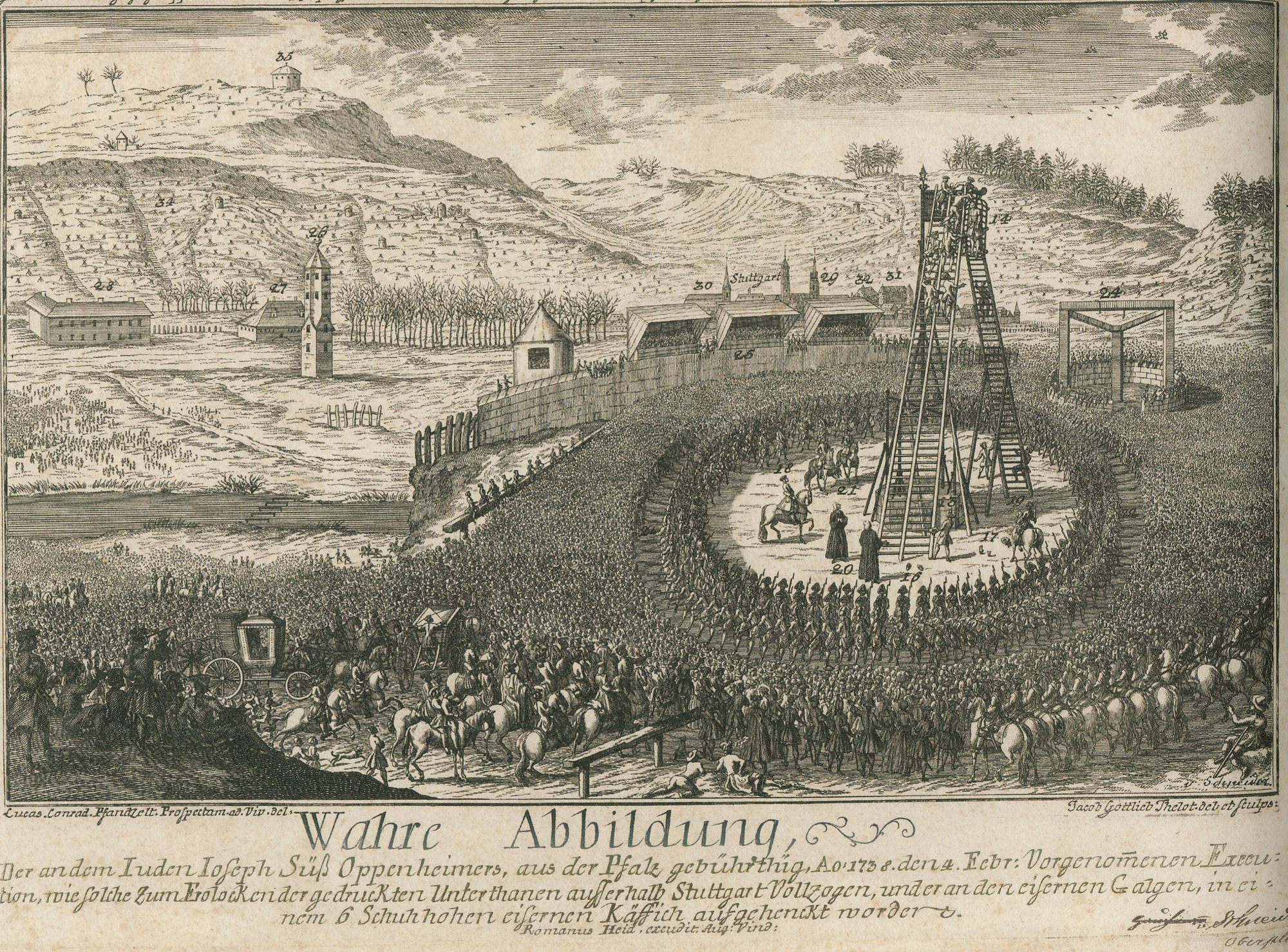
요제프 쥐스 오펜하이머 처형 장면 판화

요제프 쥐스 오펜하이머는 1738년 2월 4일 교수대로 향했고, 크리스트교로 개종할 수 있는 마지막 기회가 주어졌지만 거절했다. 유언은 "너 이스라엘아 들어라. 우리의 하느님은 야훼이시다. 야훼 한 분 뿐이시다."라는 유대교 기도인 것으로 알려졌다.
사건 기록은 1918년까지 기밀로 선언되었다. 뷔르템베르크 공국에 카를 오이겐 공작이 즉위한 이후 오펜하이머의 시신을 교수대 밑에 매장하는 것을 허용하라는 명령을 내릴때까지, 오펜하이머의 시신은 슈튜트가르트 프라크자텔에 매달린 철장 안에서 6년간 전시되었다.

## 문학, 예술 및 영화
요제프 쥐스 오펜하이머의 일화는 지난 2세기 동안 수많은 문학과 연극 취급법의 주제였다. 예술작품 중 가장 초기 작품은 1827년 빌헬름 하우프의 소설 "유대인 쥐스(Jud Süß)"였다. 가장 성공적이었던 문학적 각색은 1925년 리온 포이히트방거의 소설 "유대인 쥐스(Jud Süß)"로, 포이히트방거 본인이 1916년에 썼지만 한번도 공연되지 않았던 연극을 바탕으로 하였다.
애슐리 듀크스(Ashley Dukes)와 파울 코른펠트(Paul Kornfeld) 또한 포이히트방거 소설을 연극적으로 각색하였다. 1934년 로타르 멘데스(Lothar Mendes)는 소설을 각색한 영화를 연출하였고, 콘라트 파이트가 쥐스를 연기하였다. :42–44 "유대인 쥐스(Jud Süß)"라는 반유대주의 나치 프로파간다 영화는 1940년 파이트 하를란(Veit Harlan)이 제작하였으며, 배우 페르디난트 마리안(Ferdinand Marian)이 쥐스를 연기하였다.
1990년대 독일 조각가 앙겔라 라이히(Angela Laich)는 요제프 쥐스 오펜하이머에게 헌정된 조각품을 제작하였으며, 헬무트 G. 하지스(Hellmut G. Haasis)가 쓴 오펜하이머의 전기에 일러스트를 그리기도 하였다.
2016년 영화 노만: 어느 뉴요커의 신분상승과 몰락에서 리처드 기어가 연기한 영화 주인공 "노먼 오펜하이머"는 요제프 쥐스 오펜하이머에게서 영감을 받은 인물이다.

## 전기
포이히트방거의 소설이 출판된 직후, 젤마 슈테른(Selma Stern)은 "Jud Süß : Ein Betrag zur deutschen und zur jüdischen Geschichte"라는 제목의 오펜하이머 전기를 출판하였다. 헬무트 G. 하지스는 "Joseph Süß Oppenheimer, genannt Jud Süß : Finanzier, Freidenker, Justizopfer"라는 제목의 전기를 출판했다. 하지스의 전기는 아직까지도 오펜하이머 연구에 대한 기준으로 간주된다.